# Erannis holmgreni
Erannis holmgreni är en fjärilsart som beskrevs av Lampa 1885-1886. Erannis holmgreni ingår i släktet Erannis och familjen mätare. Inga underarter finns listade i Catalogue of Life.